# Czechosłowacja na Letnich Igrzyskach Paraolimpijskich 1988
Czechosłowację na Letnich Igrzyskach Paraolimpijskich 1988 w Arnhem reprezentował jeden zawodnik. Był nim kolarz szosowy Josef Lachman, który wystąpił tylko w jednej konkurencji – w wyścigu na 60 km LC3. Zdobył tam srebrny medal, nieznacznie przegrywając z Deanem Dwyerem z Kanady.

## Zdobyte medale
| Medal  | Zawodnik      | Dyscyplina | Konkurencja         |
| ------ | ------------- | ---------- | ------------------- |
| Srebro | Josef Lachman | Kolarstwo  | wyścig na 60 km LC3 |